# Кямара
Кя́мара (ест. Kämara küla) — село в Естонії, у волості Тарту повіту Тартумаа.

## Населення
Чисельність населення на 31 грудня 2011 року становила 46 осіб.

## Географія
Через населений пункт проходить автошлях 41 (Кяревере — Кяркна).

## Історія
До 25 жовтня 2017 року село входило до складу волості Лаева.